# Byzantinisch-Osmanische Kriege
Die byzantinisch-osmanischen Kriege waren eine Reihe von Konflikten zwischen den byzantinischen Griechen und den osmanischen Türken und ihren Verbündeten, die zum endgültigen Untergang des byzantinischen Reiches und zum Aufstieg des Osmanischen Reiches führten. Die Byzantiner, die bereits vor der Teilung ihres Reiches nach dem 4. Kreuzzug geschwächt waren, konnten sich unter der Herrschaft der Palaiologos-Dynastie nicht vollständig erholen. So mussten die Byzantiner immer verheerendere Niederlagen gegen die Osmanen hinnehmen. Schließlich verloren sie 1453 Konstantinopel, womit die Osmanen den Konflikt für sich entscheiden konnten (einige byzantinische Rumpfstaaten hielten sich jedoch noch bis 1479).

## Geschichte

### Aufstieg der Osmanen: 1200–1328

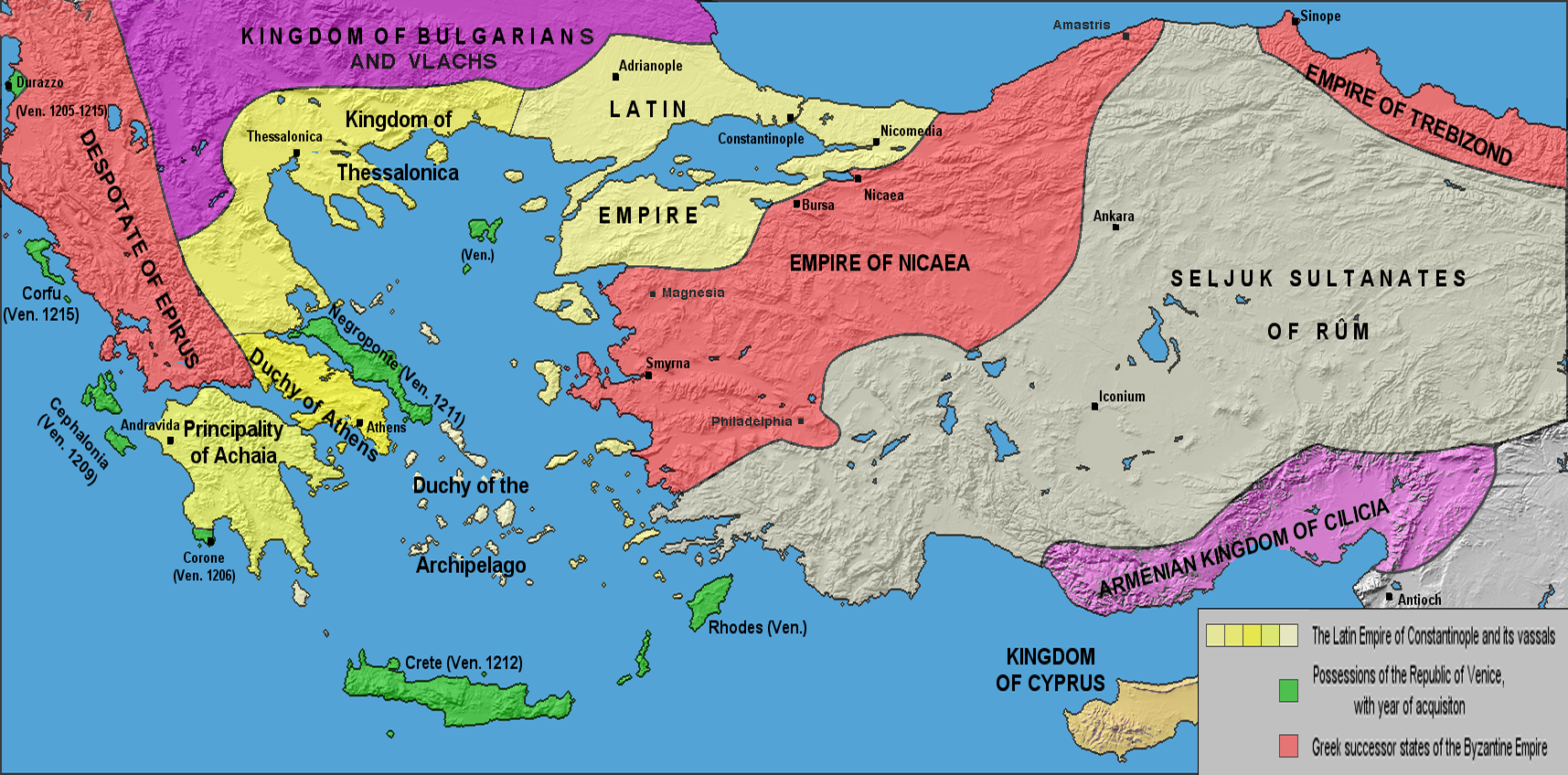
Die Staatenwelt der Romania nach dem 4. Kreuzzug 1204

Der Vierte Kreuzzug endete in einem Desaster für die westliche Christenheit und die Kreuzfahrer, die eigentlich die Muslime bekämpfen sollten, begannen stattdessen das christliche Konstantinopel einzunehmen und zu plündern. Die Kreuzfahrer gründeten 1204 das Lateinische Kaiserreich, während sich Byzanz im Exil neu formierte. Nach der Rückeroberung Konstantinopels durch die Byzantiner im Jahr 1261 befand sich das Byzantinische Reich in einer isolierten Lage. Unter den verbliebenen lateinischen Herzogtümern auf dem griechischen Festland und in anderen Regionen wurde angestrebt, Konstantinopel für ein Lateinisches Reich zurückzuerobern, während im Norden eine weitere bedeutende Bedrohung von der serbischen Expansion auf dem Balkan durch König Stefan Uroš I. ausging.
Um diese Probleme zu lösen, begann Michael VIII. mit der Konsolidierung seiner Herrschaft; er ließ den jüngeren Mitkaiser Johannes IV. blenden, was ihm viel Unmut einbrachte. Um dem entgegenzuwirken, setzte der byzantinische Kaiser einen neuen Patriarchen von Konstantinopel ein, Germanos III., und befahl ihm, die Exkommunikation aufzuheben, die der frühere Patriarch Arsenios Autoreianos gegen ihn verhängt hatte, und sich der Autorität Roms zu unterstellen, um die lateinische Bedrohung zu mindern. Während das Byzantinische Reich die Eroberung lateinischer Gebiete fortsetzte, begannen die Türken unter Osman I. mit ihren Überfällen auf das byzantinische Anatolien; Söğüt und Eskişehir wurden 1265 bzw. 1289 eingenommen. Im Jahr 1282 starb Michael Palaiologos und sein Sohn Andronikos II. übernahm die Macht. Der Tod des alten byzantinischen Kaisers war für die Gesellschaft insgesamt eine Erleichterung; seine Politik der Beschwichtigung gegenüber dem Papst, die hohe Besteuerung und die Militärausgaben stellten eine schwere Belastung für die Bevölkerung dar. Als die osmanischen Türken begannen, dem Reich Land zu entreißen, wurden sie als Befreier in Anatolien angesehen, und viele Anatolier traten bald zum Islam über, wodurch die orthodoxe Machtbasis der Byzantiner untergraben wurde.

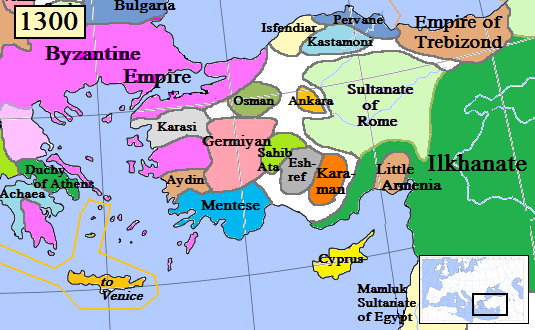
Anatolien um 1300, u. a. mit Teilen des Byzantinischen Reichs, Sultanat der Rum-Seldschuken und Ilkhanat

Die Herrschaft von Andronikos war von Inkompetenz und kurzsichtigen Entscheidungen geprägt, die das byzantinische Reich auf lange Sicht irreparabel schädigen würden. Er begann, den Hyperpyron zu entwerten, was die byzantinische Wirtschaft schädigte. Die Steuern für die Mächtigen, d. h. die Landaristokratie, wurden gesenkt und stattdessen der Ritterklasse Pronoia auferlegt. Um seine Herrschaft populär zu machen, lehnte er die auf dem Zweiten Konzil von Lyon 1274 beschlossene Kirchenunion der orthodoxen und der katholischen Kirche ab, wodurch die Feindseligkeiten zwischen den Lateinern und den Byzantinern weiter zunahmen. Sein Nachfolger Andronikos II. bemühte sich darum, die byzantinischen Ländereien in Anatolien zu erhalten, und ordnete den Bau von Festungen in Kleinasien und eine verbesserte Ausbildung der Armee an. Der byzantinische Kaiser befahl, seinen Hof nach Anatolien zu verlegen, um die dortigen Feldzüge zu überwachen, und beauftragte seinen General Alexios Philanthropenos, die Türken zurückzudrängen. Die ersten Erfolge wurden jedoch zunichtegemacht, als Alexios einen Staatsstreich inszenierte, der zu seiner Blendung und dem Ende seiner Feldzüge führte. Dies ermöglichte den Osmanen 1301 die Belagerung von Nicaea. Eine weitere Niederlage erlitten Andronikos’ Sohn Michael IX. und der byzantinische General George Mouzalon bei Magnesia und Bapheus im Jahr 1302.
Trotzdem versuchte Andronikos erneut, den Türken einen entscheidenden Schlag zu versetzen, und heuerte diesmal katalanische Söldner an. Unter der Leitung von Michael IX. und der Führung von Roger de Flor gelang es der 6500 Mann starken katalanischen Kompanie im Frühjahr und Sommer 1303, die Türken zurückzudrängen. Der Ansturm der Söldner trieb die Türken von Philadelphia nach Cyzicus zurück und richtete in Anatolien große Zerstörungen an. Erneut wurden jedoch diese Erfolge durch interne Spaltungen ruiniert. Roger de Flor wurde ermordet, und aus Rache begann seine Kompanie mit der Plünderung Anatoliens. Als sie schließlich 1307 abzogen, um das byzantinische Thrakien anzugreifen, hießen die Einheimischen die anrückenden Osmanen willkommen. Die Osmanen konnten ihre Position aufgrund der zahlreichen Spaltungen unter ihren Gegnern ausbauen. Viele der Bauern in Anatolien sahen die Osmanen als die besseren Herren an.

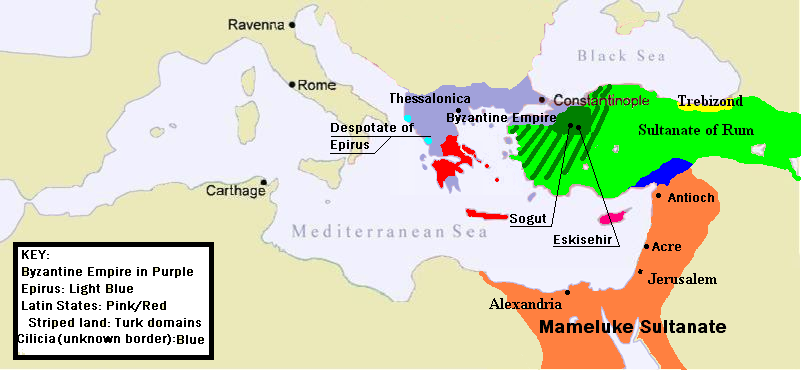
Byzantinisches Reich zur Zeit der Machtübernahme durch Andronikos III.

Nach diesen Niederlagen war Andronikos II. nicht mehr in der Lage, größere Truppen zu entsenden. Im Jahr 1320 wurde der Enkel von Andronikos II., Andronikos III., nach dem Tod seines Vaters Michael IX., des Sohnes und Thronfolgers des Kaisers, enterbt. Im folgenden Jahr revanchierte sich Andronikos III. mit einem Einmarsch in Konstantinopel und erhielt Thrakien als Apanage. Er drängte weiter auf sein Erbe und wurde 1322 zum Mitkaiser ernannt. Dies gipfelte im byzantinischen Bürgerkrieg von 1321–1328, in dem Serbien auf der Seite von Andronikos II. und die Bulgaren auf der Seite seines Enkels standen. Schließlich ging Andronikos III. am 23. Mai 1328 als Sieger hervor. Während Andronikos III. seine Herrschaft über Byzanz festigte, gelang es den Osmanen 1326, Bursa in Westanatolien von den Byzantinern zu erobern.

### Kleinere byzantinische Erfolge: 1328–1341

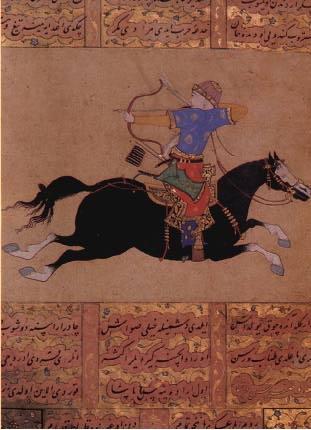
Das osmanische Sultanat verfügte über eine große Anzahl von ausgebildeten Truppen und Wehrpflichtigen.

Das Schicksal Nicäas war besiegelt, als das byzantinische Entsatzheer am 10. Juni 1329 bei der Schlacht von Pelekanon besiegt wurde. Im Jahr 1331 kapitulierte Nicäa, was aufgrund seiner strategischen Lage bei Konstantinopel ein schwerer Schlag war. Die Osmanen standen damit kurz vor Konstantinopel.
Wieder einmal war die militärische Macht der Byzantiner erschöpft, und Andronikos III. sah sich wie sein Großvater vor ihm zur Diplomatie gezwungen; im Gegenzug für die Sicherheit der verbliebenen byzantinischen Siedlungen in Kleinasien sollte den Osmanen Tribut gezahlt werden. Zum Unglück für das byzantinische Reich hielt dies die Osmanen nicht davon ab, Nikomedia 1333 zu belagern; die Stadt fiel schließlich 1337.
Trotz dieser Rückschläge konnte Andronikos III. einige Erfolge gegen seine Gegner in Griechenland und Kleinasien erzielen; Epirus und Thessalien wurden zurückerobert. 1329 eroberten die Byzantiner Chios zurück und sicherten 1335 Lesbos. Dennoch waren diese isolierten Inseln einzelne Ausnahmen vom allgemeinen Trend der zunehmenden osmanischen Dominanz. Außerdem gehörte keine der Inseln zum osmanischen Herrschaftsgebiet. Die militärischen Fähigkeiten der Byzantiner wurden durch serbische Expansionen in die jüngsten Erwerbungen von Andronikos III. (Epirus) und schließlich durch einen verheerenden Bürgerkrieg, der das Byzantinische Reich zu einem Vasallen der Osmanen machte, weiter geschwächt.

### Osmanische Balkaninvasion und Bürgerkrieg in Byzanz: 1341–1371

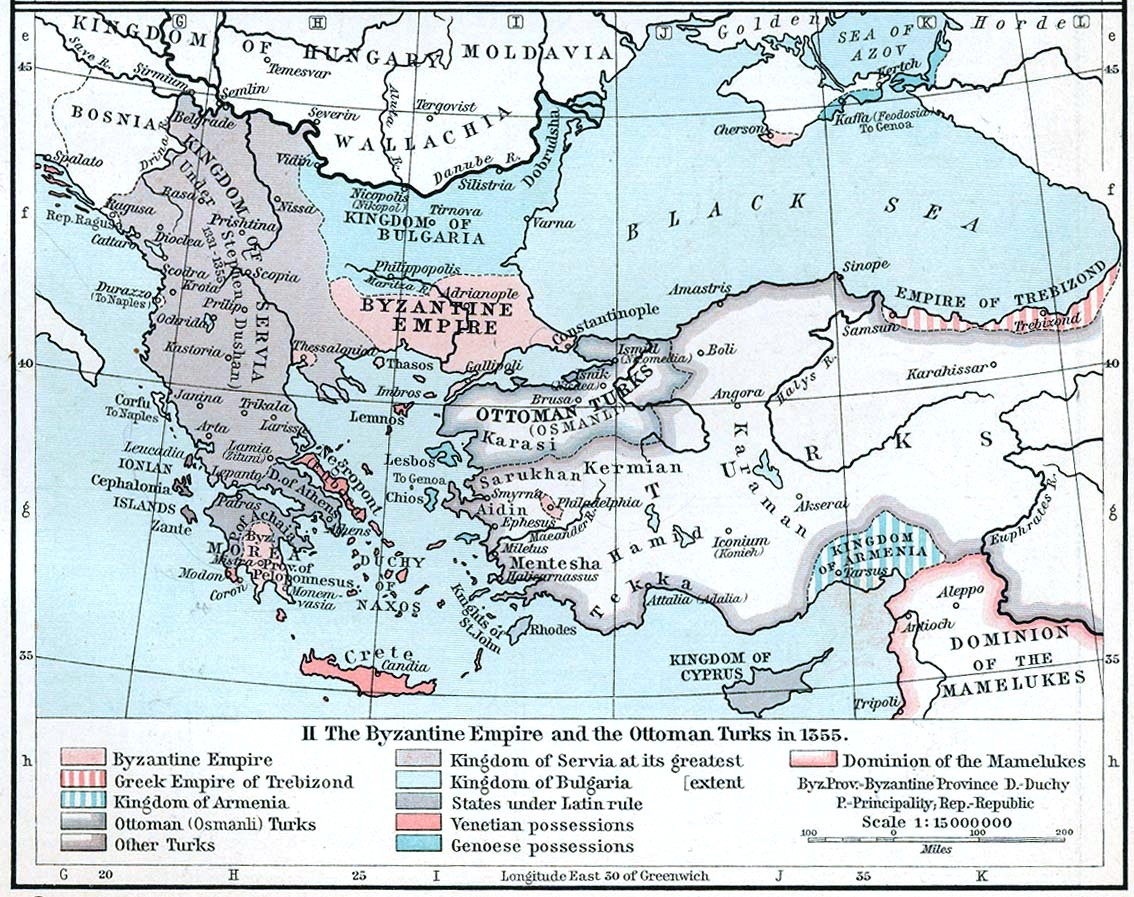
Der Balkan und Anatolien um 1355. Byzanz hat seine Städte in Kleinasien verloren und Mazedonien und Epirus wurden von Serbien erobert, während die Osmanen ihre Macht über Bithynien konsolidiert hatte

Andronikos III. starb 1341 und hinterließ seinen zehnjährigen Sohn Johannes V. als Herrscher. Es wurde eine Regentschaft mit Johannes Cantacuzenus, der Mutter des jungen Kaisers, Anna von Savoyen, und dem Patriarchen Johannes XIV Kalekas. Rivalitäten zwischen Kalekas und Cantacuzenus führten zu einem erneuten zerstörerischen Bürgerkrieg, aus dem Cantacuzenus im Februar 1347 in Konstantinopel siegreich hervorging. Während dieser Zeit setzten sich Pest, Erdbeben und osmanische Raubzüge fort, bis nur noch Philadelphia in byzantinischer Hand blieb, und das auch nur durch Zahlung eines Tributs an die Türken. Während des gesamten Bürgerkriegs beschäftigten die Byzantiner auf beiden Seiten Türken und Serben als Söldnern, die nach Belieben plünderten, so dass ein Großteil Makedoniens in Trümmern lag und in die Hände des neu gegründeten serbischen Reiches fiel. Nach diesem Sieg regierte Cantacuzenus als Mitkaiser zusammen mit Johannes V.
Diese Doppelherrschaft scheiterte schließlich, und die beiden führten einen neuen Bürgerkrieg, der die Integrität von Byzanz in den Augen seiner Nachbarn weiter schwächte. Cantacuzenus ging als Kaiser Johannes VI. erneut als Sieger hervor und ersetzte den ins Exil gegangenen Johannes V. Palaiologos durch seinen Sohn Matthaios Asanes Kantakuzenos als Mitkaiser. Doch nun kamen die Türken unter dem Sohn von Osman I., Orhan I., ins Spiel, indem sie 1354 die Festung Kallipolis (Gallipoli) eroberten und sich Zugang zum europäischen Festland verschafften. Die Ankunft der scheinbar unschlagbaren Osmanen, die Konstantinopel umzingelten, löste in Konstantinopel eine Panik aus, die der abgesetzte Johannes V. nutzte, um mit Hilfe der Genueser einen Staatsstreich zu inszenieren und Johannes VI. im November 1354 zu stürzen. Infolgedessen wurde Johannes VI. später zum Mönch.
Der Bürgerkrieg war damit jedoch noch nicht zu Ende; Matthaios Kantakuzenos erhielt nun Hilfe von Orhan und begann einen Versuch, mit den Osmanen Konstantinopel einzunehmen. Seine Gefangennahme im Jahr 1356 beendete seine Ambitionen, Kaiser zu werden, und bedeutete eine vorübergehende Niederlage für die Osmanen. Nach dem Ende des Bürgerkriegs kam es zu einer kleinen Pause in den Kämpfen zwischen den expandierenden Osmanen und Byzantinern. Im Jahr 1361 fiel Didymoteichon an die Türken. Orhans Nachfolger Murad I. kümmerte sich mehr um seine Positionen in Anatolien. Doch wie Alp Arslan von den Seldschuken überließ auch Murad I. die Einnahme byzantinischer Gebiete seinen Vasallen: Plowdiw fiel nach großen Feldzügen zwischen 1363 und 1364 und Adrianopel wurde 1369 erobert.
Das Byzantinische Reich war nicht in der Lage, einen Gegenangriff zu starten oder seine Gebiete zu verteidigen; inzwischen waren die Osmanen übermächtig geworden. Murad I. schlug ein serbisches Heer am 26. September 1371 in der Schlacht an der Mariza, was die Serben schwächte. Die Osmanen waren nun drauf und dran, Konstantinopel zu erobern. Um die Niederlage abzuwenden, bat Johannes V. den Papst um Unterstützung und bot im Gegenzug für militärische Unterstützung die Unterwerfung unter Rom an. Obwohl er sich in Rom öffentlich zum römisch-katholischen Glauben bekannte, erhielt Johannes V. jedoch keine Hilfe. Johannes war daher gezwungen, mit seinen Feinden, den Osmanen, zu verhandeln. Murad I. und Johannes V. schlossen daraufhin ein Abkommen, wonach Byzanz als Gegenleistung für sein Weiterbestehen regelmäßige Tribute in Form von Soldaten und Geld zahlen sollte.

### Erneuter Bürgerkrieg und Byzanz als osmanischer Vasall: 1371–1394
Inzwischen hatten die Osmanen den Krieg im Wesentlichen gewonnen; Byzanz war auf einige wenige Gebiete auf Konstantinopel reduziert und musste seinen Vasallenstatus gegenüber dem osmanischen Sultan anerkennen, der bis 1394 Bestand hatte. Obwohl Konstantinopel neutralisiert worden war, stellten die umliegenden christlichen Mächte immer noch eine Bedrohung für die Osmanen dar, und Kleinasien war nicht vollständig unter osmanischer Kontrolle. Die Osmanen setzten ihren Vorstoß auf den Balkan fort und erwiesen sich in Europa ebenso wie in Anatolien als erfolgreiche Eroberer. 1385 wurde Sofia von den Bulgaren erobert, und im Jahr darauf wurde Niš eingenommen. In der Zwischenzeit wurden verschiedene kleinere Staaten als Vasallen unterworfen, darunter die Serben nach der Schlacht auf dem Amselfeld 1389, und ein Großteil Bulgariens wurde 1393 von Bayezid I. eingenommen. 1396 waren die Bulgaren vollständig unterworfen, als Widin fiel.

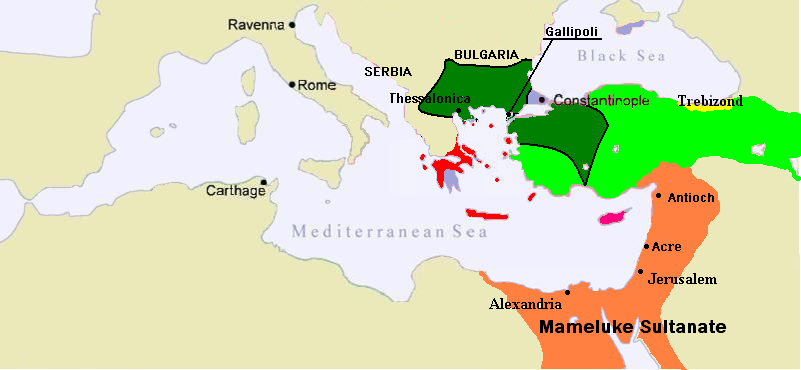
Karte des Nahen Ostens um 1389. Byzanz (violett) bestand aus wenig anderem als Konstantinopel. Nach der Besetzung von Gallipoli breiteten sich die Osmanen (dunkelgrün) rasch über den Balkan aus

Das Vordringen der Osmanen auf den Balkan wurde durch einen weiteren byzantinischen Bürgerkrieg begünstigt – diesmal zwischen Johannes V. und seinem ältesten Sohn Andronikos IV. Mit osmanischer Hilfe durch Murad I. gelang es Johannes V., seinen eigenen Sohn Andronikos IV. und seinen Enkel Johannes VII. im September 1373 zu blenden. Andronikos entkam mit seinem Sohn und zog Murad auf seine Seite, indem er einen höheren Tribut als Johannes V. versprach. Der Bürgerkrieg dauerte noch bis September 1390 an. Johannes V. vergab Andronikos IV. und seinem Sohn schließlich 1381, was seinen zweiten Sohn und Thronfolger Manuel II. verärgerte. Dieser eroberte Thessaloniki und befreite Teile Griechenlands von der osmanischen Herrschaft, was den osmanischen Sultan alarmierte.
Der Tod von Andronikos IV. im Jahr 1385 und die Wiedereroberung von Thessaloniki im Jahr 1387 durch Hayreddin Pascha ermutigten Manuel II., den Sultan und Johannes V. um Vergebung zu bitten. Johannes VII. startete einen Putsch gegen Johannes V., doch trotz osmanischer und genuesischer Hilfe dauerte seine Herrschaft nur fünf Monate, bevor er von Manuel II. und seinem Vater gestürzt wurde.
Im Jahr 1390 schickte Bayazid I. eine Flotte aus, um Chios und die umliegenden Marktstädte, Euböa, Teile von Attika und die Inseln des Archipels niederzubrennen. Er zerstörte alle Marktstädte und Dörfer von Bithynien bis Thrakien am Rand von Konstantinopel und deportierte alle Einwohner.
Während Byzanz mit sich selbst beschäftigt war, nutzten die Türken in Anatolien die Gelegenheit, Philadelphia 1390 einzunehmen, was das Ende der byzantinischen Herrschaft in Anatolien bedeutete, obwohl die Stadt zu diesem Zeitpunkt längst nur noch nominell unter kaiserlicher Herrschaft stand und ihr Fall für die Byzantiner von geringer strategischer Bedeutung war.
Nach dem Tod von Johannes V. konnte Manuel II. den Thron besteigen und gute Beziehungen zum Sultan aufbauen, indem er sein Tributpflichtiger wurde. Als Gegenleistung für die Anerkennung seiner Herrschaft durch die Osmanen war Manuel II. gezwungen, die Befestigungen am Goldenen Tor abzubauen, was ihm nicht leichtfiel.

### Wiederaufnahme der Kampfhandlungen: 1394–1424
Im Jahr 1394 verschlechterten sich die Beziehungen zwischen Byzanz und den Osmanen und der Krieg zwischen den beiden wurde wieder aufgenommen, als der osmanische Sultan Bayezid (reg. 1389–1402) die Hinrichtung von Manuel II. anordnete, nachdem der Kaiser versucht hatte, sich mit seinem Neffen Johannes VII. zu versöhnen. Der osmanische Sultan änderte später seine Entscheidung und verlangte die Errichtung einer Moschee und einer türkischen Kolonie in Konstantinopel, was Manuel II. nicht nur ablehnte, sondern sich auch weigerte, dem Sultan Tribut zu zahlen, und so weit ging, dass er die Botschaften des Sultans ignorierte, was zu einer Belagerung der Stadt im Jahr 1394 führte. Manuel II. rief zu einem Kreuzzug auf, der im Jahr 1396 stattfand. Unter dem späteren deutsch-römischen Kaiser Sigismund wurden die Kreuzzügler 1396 in der Schlacht bei Nikopolis besiegt.
Die Niederlage überzeugte Manuel II. davon, zu fliehen und nach Westeuropa zu reisen, um Hilfe zu holen. Während dieser Zeit leitete Johannes VII. die erfolgreiche Verteidigung der Stadt gegen die Osmanen. Die Belagerung wurde schließlich durchbrochen, als Timur von den Tschagatai-Mongolen ein Heer nach Anatolien führte und Chaos in Anatolien verursachten. In der Schlacht von Ankara schlugen Timurs Truppen die Truppen von Bayezid I. – eine schockierende Niederlage, auf die niemand vorbereitet war. In der Folgezeit begannen die osmanischen Türken unter der Führung von Bayezids Söhnen gegeneinander zu kämpfen.
Die Byzantiner nutzten die Situation sofort aus und schlossen mit ihren christlichen Nachbarn und einem der Söhne Bayezids einen Friedensvertrag, durch den sie Thessaloniki und einen großen Teil des Peloponnes zurückgewinnen konnten. Der osmanische Bürgerkrieg endete 1413, als Mehmed I. mit Unterstützung des Byzantinischen Reiches seine Gegner besiegte.

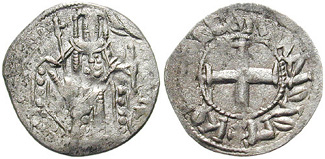
Als Vasalle musste Byzanz an die Osmanen Zahlungen in Höhe von 300.000 Silbermünzen errichten

Die ungewöhnliche Freundschaft zwischen den beiden Staaten sollte nicht von Dauer sein; der Tod Mehmeds I. und der Aufstieg Murads II. im Jahr 1421 sowie der Aufstieg Johanns VIII. auf den byzantinischen Thron führten zu einer Verschlechterung der Beziehungen. Keiner der beiden Herrscher war mit dem Status quo zufrieden. Johannes VIII. machte den ersten und törichten Schritt, indem er eine Rebellion im Osmanischen Reich anzettelte: Ein gewisser Mustafa war von den Byzantinern freigelassen worden und behauptete, er sei der verlorene Sohn Bayezids.
Trotz aller Widrigkeiten hatte sich in Europa eine große Streitmacht unter seinem Banner formiert und die Untergebenen Murads II. wurden besiegt. Murads II. wütender Gegenangriff schlug diesen Emporkömmling schließlich nieder und er begann 1422 mit der Belagerung von Thessaloniki und Konstantinopels. Daraufhin wandte sich Johannes VIII. an seinen alternden Vater Manuel II. und bat ihn um Rat. Das Ergebnis war, dass er eine weitere Rebellion in den osmanischen Reihen anzettelte – diesmal zur Unterstützung des Anspruchs des Bruders von Murad II, Kucuk Mustafam, auf den osmanischen Thron. Die anfangs vielversprechende Rebellion hatte ihren Ursprung in Kleinasien, wo Bursa belagert wurde. Nach einem gescheiterten Angriff auf Konstantinopel war Murad II. gezwungen, seine Armee zurückzuziehen und Kucuk zu besiegen. Mit seiner Niederlagen wurden die Byzantiner erneut in die Vasallität gezwungen – 300.000 Silbermünzen mussten daraufhin jährlich als Tribut an den Sultan abgeliefert werden.

### Endgültiger Sieg der Osmanen: 1424–1453

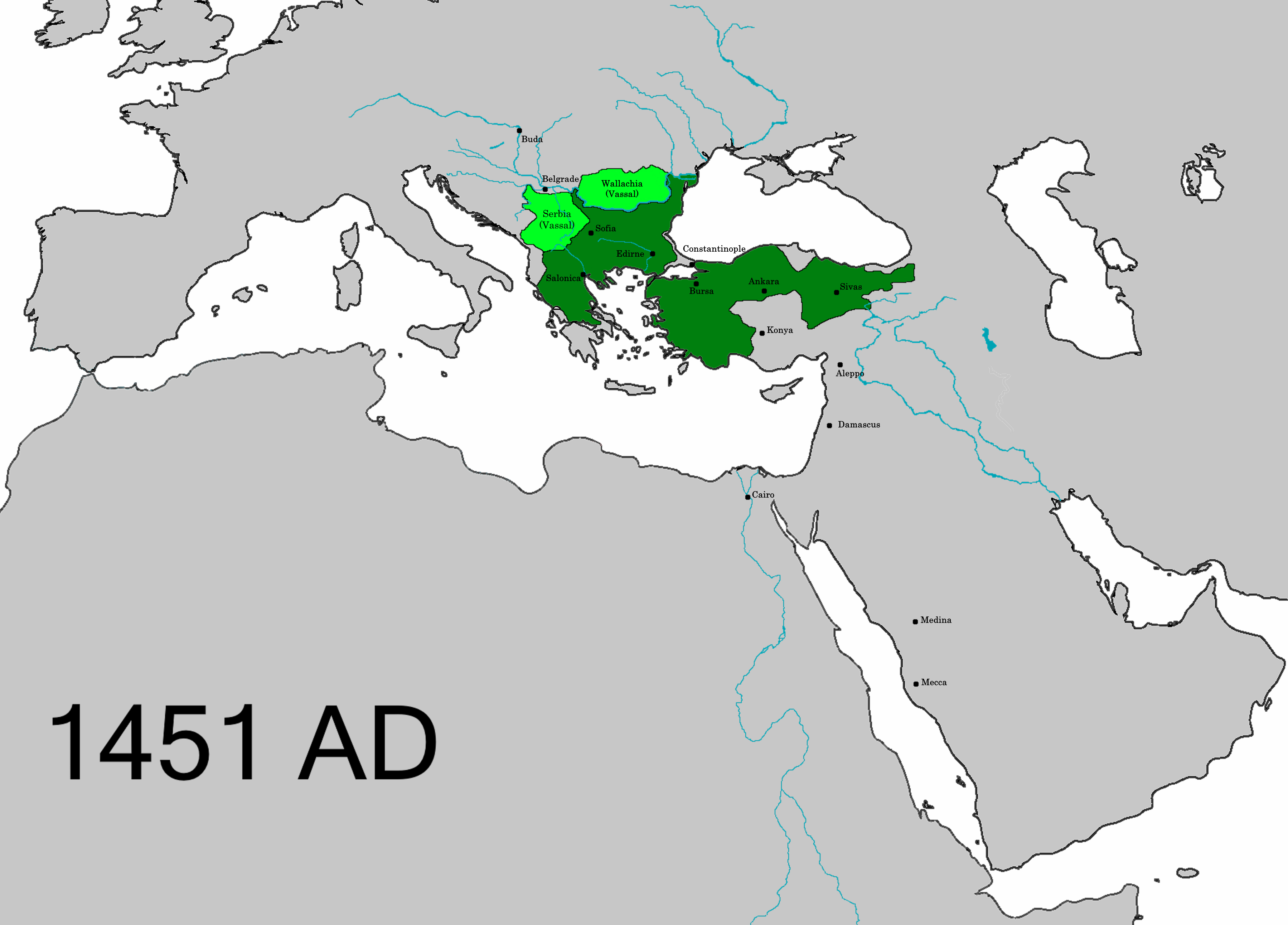
Das Osmanische Reich im Jahr 1451. Zu diesem Zeitpunkt waren alle großen Städte von Byzanz an die Osmanen gefallen, die fast die Hälfte Anatoliens und den größten Teil des Balkans besetzten.

Zwischen 1424 und 1453 sahen sich die Osmanen zahlreichen Gegnern gegenüber. Durch die Belagerung von Thessaloniki gefesselt, mussten sich die Osmanen mit den Serben unter Georg Brankovic, den Ungarn unter Johann Hunyadi und den Albanern unter Skanderbeg auseinandersetzen. Dieser Widerstand gipfelte im Kreuzzug von Varna 1444, in der sich zahlreiche christliche Mächte gegen die Türken verbündeten. Dieser konnte dennoch von den Osmanen niedergeschlagen werden.
In den Jahren 1448 und 1451 kam es zu einem Wechsel an der Spitze der Byzantiner und der Osmanen. Murad II. starb und wurde von Mehmed II. „dem Eroberer“ abgelöst, während Konstantin XI. Palaiologos Nachfolger von Johannes VIII. wurde. Konstantin XI. und Mehmed kamen nicht gut miteinander aus; die erfolgreichen Eroberungen der Kreuzfahrergebiete auf dem Peloponnes durch Konstantin XI. beunruhigten Mehmed, der die Kreuzfahrer in der Region inzwischen als Vasallen unterworfen hatte, so dass er rund 40 000 Soldaten entsandte, um diese Gewinne Byzanz zunichtezumachen. Konstantin XI. drohte mit einer Rebellion gegen Mehmed. Mehmed reagierte auf diese Drohungen mit dem Bau von Befestigungsanlagen am Bosporus. Da die Osmanen bereits das Land um Konstantinopel kontrollierten, begannen sie am 6. April 1453 mit einem Angriff auf die Stadt. Trotz einer Vereinigung der katholischen und der orthodoxen Kirche erhielten die Byzantiner keine offizielle Hilfe vom Papst oder von Westeuropa, mit Ausnahme einiger Soldaten aus Venedig und Genua.
England und Frankreich befanden sich in der Endphase des Hundertjährigen Krieges. Die Franzosen wollten ihren Vorsprung im Kampf nicht durch die Entsendung von Rittern verlieren, und die Engländer waren nicht in der Lage, dies zu tun. Spanien befand sich in der Endphase der Reconquista. Das Heilige Römische Reich, das nie zentral genug hinter den Staufern stand, um die einzelnen Fürstentümer zu vereinen, hatte sich in Varna bereits verausgabt. Weitere Kämpfe unter den deutschen Fürsten und die Hussitenkriege verringerten die Bereitschaft, einen neuen Kreuzzug durchzuführen. Polen und Ungarn waren die Hauptakteure in Varna, und die dortige Niederlage sowie die polnischen Kriege gegen den Deutschordensstaat lenkten sie ab und machten sie unwillig für weitere Verpflichtungen.
Neben diesen europäischen Großmächten gab es nur noch die italienischen Seerepubliken. Genua und Venedig waren nicht nur Feinde der Osmanen, sondern auch der jeweils anderen. Die Venezianer zogen in Erwägung, ihre Flotte vorzuschicken, um die osmanischen Befestigungen an den Dardanellen und am Bosporus anzugreifen und so die Stadt zu entlasten, aber ihre Truppe war zu klein und kam zu spät. Die Osmanen hätten jede militärische Unterstützung durch eine einzelne Stadt, selbst eine so große und mächtige wie die Republik Venedig, überwältigt. Es trafen knapp 2000 Söldner, zumeist Italiener unter Giovanni Giustiniani Longo, ein, um die Verteidigung Konstantinopels zu unterstützen. Die gesamte Verteidigung der Stadt oblag diesen Söldnern und 5000 Milizsoldaten aus einer Stadt, deren Bevölkerung durch hohe Steuern, die Pest und mehrere Bürgerkriege stark dezimiert worden war. Die Verteidiger waren zwar schlecht ausgebildet, aber mit vielen Waffen recht gut ausgerüstet. Es fehlen jedoch Kanonen, die der osmanischen Artillerie gewachsen waren.

Die größte Kirche der Stadt, die Hagia Sophia, wurde in eine Moschee umgewandelt. Von 1935 bis 2020 diente sie als Museum für das konstantinopolitanische Erbe, bevor sie wieder in eine Moschee umgewandelt wurde.

Der Fall der Stadt war jedoch weder das Ergebnis der osmanischen Artillerie noch der Überlegenheit der osmanischen Flotte (viele italienische Schiffe konnten der Stadt helfen und dann entkommen). Die Eroberung von Konstantinopel war das Ergebnis einer überwältigenden Übermacht – die Verteidiger waren zahlenmäßig mehr als zehn zu eins unterlegen und wurden durch schiere Zermürbung und die Fähigkeiten der osmanischen Janitscharen überwältigt. Als die Osmanen ihre anfangs scheinbar erfolglosen und verlustreichen Angriffe fortsetzten, begannen viele in ihrem Lager am Erfolg der Operation zu zweifeln. In der Vergangenheit hatte sich die Stadt für die Osmanen als scheinbar uneinnehmbar erwiesen. In dem Bemühen, die Moral zu heben, hielt der Sultan eine Rede, in der er seine Truppen mit den unermesslichen Reichtümern und die bevorstehende Plünderung der Stadt motivierte. Am 29. Mai 1453 wurde die Stadt schließlich durch einen osmanischen Großangriff eingenommen. Als die Osmanen ausschwärmten, um die Stadt zu plündern, begann ihre Disziplin auf See zusammenzubrechen, und viele Genueser und Venezianer entkamen mit ihren Schiffen aus der Stadt, darunter Niccolò Barbaro, ein venezianischer Arzt, der bei der Belagerung anwesend war und später schrieb:

„Den ganzen Tag über metzelten die Türken die Christen in der Stadt nieder. Das Blut floss in der Stadt wie Regenwasser nach einem plötzlichen Sturm, und die Leichen von Türken und Christen wurden in die Dardanellen geworfen, wo sie wie Melonen entlang eines Kanals aufs Meer hinausschwammen.“

In den letzten Jahren von Byzanz kam es zum Verlust der verbliebenen Territorien

Nach der Einnahme von Konstantinopel nahmen die Osmanen 1460 Morea und 1461 Trepezunt ein. Mit dem Fall von Trapezunt kam das endgültige Ende Ostroms und des letzten Nachfolgerstaats des Römischen Reiches. Die Palaiologen wurden von den Königshäusern Europas bis zum 16. Jahrhundert als rechtmäßige Kaiser von Konstantinopel anerkannt, bis schließlich die Reformation, die osmanische Bedrohung Europas und das nachlassende Interesse an Kreuzzügen die europäischen Mächte dazu zwangen, das Osmanische Reich als Herrscher über Anatolien und der Levante anzuerkennen. Die byzantinische Herrschaft in ihrem früheren Herrschaftsbereich endete vollständig nach der Eroberung mehrerer großer Rumpfstaaten: dem Fall von Trepezunt 1461, dem Fürstentum Theodoro 1475 und dem Despotat Epirus (damals unter der Familie Tocco) 1479.

## Ursachen der byzantinischen Niederlage

### Innerchristliche Konflikte
Die Präsenz des Lateinischen Kaiserreichs auf dem Balkan und die Plünderung Konstantinopels während des Vierten Kreuzzugs untergrub ernsthaft die Fähigkeit der Byzantiner, ihre Bemühungen gegen die osmanischen Türken zu koordinieren. Ein Beispiel dafür ist Michael VIII., dessen Versuche, die Lateiner aus Griechenland zu vertreiben, zur Aufgabe der anatolischen Grenzen führten, wodurch mehrere Beyliks ehemalige byzantinische Gebiete überfallen und besiedeln konnten. Die Feldzüge von Andronikos II. in Anatolien brachten zwar einige militärische Erfolge, wurden aber durch die Ereignisse im Westen des Reiches immer wieder behindert. In jedem Fall waren die Byzantiner gezwungen, sich zwischen der päpstlichen und lateinischen Angriffsdrohung oder einer unpopulären Union mit Rom zu entscheiden, was von zahlreichen rivalisierenden Anspruchstellern als Anlass für Staatsstreiche gegen den byzantinischen Kaiser genutzt wurde.
Dennoch begannen die Byzantiner gegen Mitte und Ende des 14. Jahrhunderts wieder Hilfe aus dem Westen zu erhalten. Dies war kaum mehr als symbolische Hilfe für eine christliche Macht, die gegen eine muslimische Macht kämpfte, und trotz zweier Kreuzzüge erhielten die Byzantiner genauso viel Hilfe von Rom wie von den Mamluken in Ägypten.

### Schwäche der Byzantiner
Nach dem Vierten Kreuzzug befanden sich die Byzantiner in einer instabilen Lage. Der Verlust Konstantinopels im Jahr 1261 und die anschließenden Feldzüge kamen zu einem ungünstigen Zeitpunkt – die Schwächung des Sultanat der Rum-Seldschuken führte dazu, dass sich viele Beyliks als autonome Staaten abspalteten, wie z. B. das von Osman I. gegründete aufstrebende osmanische Beylik. Diese Schwächung der vereinigten türkischen Macht verschaffte dem Kaiserreich Nikaia vorübergehend die Oberhand.
Um die Rückeroberungen der an die Lateiner verlorenen Gebiete durchführen zu können, war Michael VIII. gezwungen, von der anatolischen Bauernschaft hohe Steuern zu erheben, um die teure Armee zu finanzieren. Dies führte zu einer starken Unterstützung für die Türken durch die Bauern, deren Staat anfangs weniger Steuern erhob.
Nach dem Tod Michaels VIII. litten die Byzantiner schon früh unter ständigen Bürgerkriegen. Auch die Osmanen erlebten innere Konflikte, allerdings erst viel später im 15. Jahrhundert; zu diesem Zeitpunkt waren die Byzantiner bereits zu schwach, um große Gebiete zurückzuerobern. Im Gegensatz zum Bürgerkrieg in Byzanz, der zu einer Zeit (1341–1371) stattfand, als die Osmanen über das Gallipoli nach Europa vordringen konnten, wodurch das Schicksal Byzanz als Vasall besiegelt wurde und der Weg auf den Balkan für die Türken frei wurde. Versuche der Byzantiner zurückzuschlagen und ihrem Vasallenstatus zu entkommen, waren danach ohne Erfolg.

### Vorteile der Osmanen
Die osmanische Herrschaft war aufgrund der bereits erwähnten byzantinischen Steuern für das anatolische Bürgertum sehr günstig. So waren sie in der Lage, eine große Zahl williger Truppen aufzustellen. Sie konnte die Not der bäuerlichen Bevölkerung ausnutzen, indem sie aus dieser rekrutierten. Diejenigen, die den Osmanen nicht halfen, wurden selbst ausgeplündert. Schließlich kapitulierten die kleinasiatischen Städte, die von den viel besser verwalteten Städten der westlichen Hälfte des Byzantinischen Reiches isoliert waren. Während ihrer Eroberungen konnten die Osmanen die Kunst des Belagerungskrieges gründlich erlernen, da die meisten dieser Städte ummauert waren.
Auch die nachgiebige Methode der Osmanen bei der Verwaltung neuer Eroberungen, gehörte zu den Faktoren, die es ihnen ermöglichten, so schnell zu expandieren. Im Gegensatz zur stark zentralisierten byzantinischen Herrschaftsmethode unterwarfen die Osmanen ihre Gegner eher als Vasallen, anstatt sie zu vernichten, da sie sich sonst schnell überdehnt hätten. Die Erhebung von Tribut von den eroberten Staaten in Form von Kindern und Geld war ein wirksames Mittel, um Unterwerfung statt Eroberung zu erzwingen. Hinzu kam, dass die gesamte Region aus ungleichen Staaten bestand (Bulgarien, Serbien, lateinische Staaten), die sich genauso gerne gegenseitig bekämpften wie die Osmanen und zu spät erkannten, dass die osmanischen Streitkräfte sie besiegten, indem sie ein Netzwerk von Vasallen aufbauten.

## Auswirkungen
Der Fall von Konstantinopel war ein Schock für das Papsttum, das einen sofortigen Gegenangriff in Form eines Kreuzzuges anordnete. Nur Philipp der Gute, Herzog von Burgund, reagierte darauf, allerdings unter der Bedingung, dass ihm ein mächtiger Monarch beistehen würde, was jedoch nicht geschah. Papst Pius II. ordnete daraufhin einen weiteren Kreuzzug an. Auch hier gab es keine nennenswerten Anstrengungen seitens der wichtigsten europäischen Monarchen jener Zeit. Dies zwang den Papst, selbst einen Kreuzzug anzuführen. Sein Tod im Jahr 1464 führte zum Abbruch des Kreuzzugs bereits im Hafen von Ancona.
Der Fall von Byzanz hatte auch bedeutende Auswirkungen in Europa: Der Zustrom griechischer Wissenschaft und Kultur nach Europa durch die vor den Osmanen geflohenen Menschen war ein entscheidender Faktor für die Renaissance.
Die gescheiterten Versuche, die Osmanen bei Nikopolis und Varna zu besiegen, der endgültige Verlust des Heiligen Landes (ohne Byzanz konnten sich die Kreuzfahrer unterwegs nicht mehr versorgen) und das Ausbleiben eines echten Gegenangriffs führten dazu, dass viele, darunter auch Martin Luther, glaubten, die Türken seien die Strafe Gottes für die Sünden der Christenheit.
Nichtsdestotrotz begann Europa 1529, sich der Bedrohung durch die Osmanen zu stellen. Martin Luther änderte seine Ansichten und schrieb, dass die „Geißel Gottes“ von weltlichen Führern mit großem Nachdruck bekämpft werden müsse und nicht durch vom Papsttum initiierte Kreuzzüge.
Nachdem die osmanische Herrschaft über Konstantinopel durch die Untätigkeit Europas de facto anerkannt worden war, begannen die Osmanen, weitere Eroberungen in Europa und im Nahen Osten durchzuführen. Mitte des 17. Jahrhunderts erreichte ihre Macht schließlich ihren Höhepunkt. Ihr Erfolg durch die Janitscharen wurde später zur Schwäche; aufgrund ihres Konservativismus und ihrer Macht waren osmanische Reformen nur schwer umzusetzen, während die europäischen Armeen sich modernisieren konnten. Das Osmanische Reich fiel in der Folge immer weiter zurück, bevor es im 20. Jahrhundert nach der Niederlage im Ersten Weltkrieg aufgelöst wurde.